# Emmericiella
Emmericiella is een geslacht van weekdieren uit de klasse van de Gastropoda (slakken).

## Soorten
- Emmericiella longa (Pilsbry, 1909)
- Emmericiella novimundi (Pilsbry, 1909)